# 王京花
王京花（1968年3月18日—），女，中国艺人经纪人，北京拾捌文化经纪有限公司总经理。有“中国第一经纪人”之称。
王京花曾在中國戲曲學院就讀。畢業後她先從事攝影，後來開始從事娛樂圈經紀人事業。

## 家庭
儿子董子健。